# Daniel Kistler
Daniel Kistler (ur. 17 czerwca 1962) – szwajcarski judoka. Olimpijczyk z Barcelony 1992, gdzie zajął siódme miejsce w wadze średniej.
Uczestnik mistrzostw świata w 1987, 1989 i 1991. Startował w Pucharze Świata w 1991 i 1992. Piąty na mistrzostwach Europy w 1992 roku.

## Letnie Igrzyska Olimpijskie 1992
| Konkurencja | Eliminacje              | Eliminacje           | Eliminacje              | Repasaże            | Repasaże                | Klas. końcowa |
| Konkurencja | Przeciwnik I            | Przeciwnik II        | 1/4                     | Przeciwnik I        | Przeciwnik II           | Miejsce       |
| ----------- | ----------------------- | -------------------- | ----------------------- | ------------------- | ----------------------- | ------------- |
| 86 kg       | Pedro Cristóvão (POR) Z | Sandro López (ARG) Z | Axel Lobenstein (GER) P | León Villar (ESP) Z | Adrian Croitoru (ROM) P | 7.            |